# Diecezja Iserni-Venafro
Diecezja Iserni-Venafro (wł. Diocesi di Isernia-Venafro, łac. Dioecesis Aeserniensis-Venafrensis) – diecezja Kościoła łacińskiego w centralnych Włoszech, na obszarze świeckiego regionu Molise. Wywodzi swoją tradycję od ustanowionej w V wieku diecezji Iserni, która w 1852 została połączona z działającą od XI wieku diecezją Venafro. Podczas reformy administracyjnej Kościoła włoskiego w 1986 skorygowano jedynie nazwę diecezji, zastępując spójnik "i", oddzielający dotąd oba człony, myślnikiem.